# Franco Chioccioli
Franco Chioccioli (né le 25 août 1959 à Castelfranco di Sopra, dans la province d'Arezzo en Toscane) est un coureur cycliste italien, dont la carrière, commencée au début des années 1980, prit fin au milieu des années 1990.

## Biographie
Franco Chioccioli devient professionnel en 1982 et le reste jusqu'en 1994. Il a remporté 30 victoires au cours de sa carrière, dont le Tour d'Italie 1991.
Surnommé "Il Coppino", il était connu pour sa ressemblance physique avec Fausto Coppi.

## Palmarès

### Palmarès amateur
- 1977
  - Coppa Pietro Linari
  - Giro della Lunigiana
- 1980
  - 2e de Florence-Viareggio
- 1981
  - Tour d'Émilie amateurs
  - Giro del Valdarno
  - 2e du Tour de la Vallée d'Aoste

### Palmarès professionnel
- 1982
  - 2e du Tour de l'Etna
  - 2e du Tour des Apennins
- 1983
  - 1re étape du Tour du Trentin
  -  Classement du meilleur jeune du Tour d'Italie
  - 7e de Milan-San Remo
- 1984
  - Tour du Trentin :
    - Classement général
    - 2e étape

  - Coppa Agostoni
  - 3e du Tour de l'Etna
  - 3e de la Coppa Placci
- 1985
  - 14e étape du Tour d'Italie
  - Tour du Frioul
  - 9e du Tour d'Italie
- 1986
  - 8e étape du Tour d'Italie
  - 6e étape du Tour de Suisse
  - 5e du Tour de Suisse
  - 6e du Tour d'Italie
- 1987
  - 2e épreuve du Trofeo dello Scalatore
  - 2e du Trophée Pantalica
  - 2e du Tour de l'Etna
  - 2e du Mémorial Nencini
  - 3e du Tour de la province de Reggio de Calabre
  - 3e du Trofeo dello Scalatore
  - 8e de Tirreno-Adriatico
  - 8e de Milan-San Remo
- 1988
  - 4e étape du Tour des Pouilles
  - 4eb (contre-la-montre par équipes) et 6e étapes du Tour d'Italie
  - 3e du Tour des Pouilles
  - 5e du Tour d'Italie
- 1989
  - 2e du GP Marostica 
  - 5e du Tour d'Italie
- 1990
  - 4e étape du Tour du Trentin
  - Mémorial Nencini
  - 6e du Tour d'Italie
- 1991
  - Tour d'Italie
    -  Classement général
    - 15e, 17e et 20e (contre-la-montre) étapes

  - Coppa Sabatini
  - 2e du championnat d'Italie sur route
  - 2e du Tour du Frioul
  - 3e du Mémorial Nencini
- 1992
  - Bicyclette basque : 
    - Classement général
    - 5e étape

  - 19e étape du Tour d'Italie
  - 1re étape du Tour du Trentin
  - 15e étape du Tour de France
  - 3e du Tour d'Italie
  - 3e du Tour de Calabre
- 1993
  - 5e étape de la Bicyclette basque
  - 2e de la Bicyclette basque

### Résultats sur les grands tours

#### Tour de France
2 participations
- 1992 : 16e, vainqueur de la 15e étape
- 1994 : 42e

#### Tour d'Italie
13 participations
- 1982 : 25e
- 1983 : 16e,  vainqueur du classement du meilleur jeune
- 1984 : 24e
- 1985 : 9e, vainqueur de la 14e étape
- 1986 : 6e, vainqueur de la 8e étape
- 1987 : 14e
- 1988 : 5e, vainqueur des 4eb (contre-la-montre par équipes) et 6e étapes,  maillot rose pendant 2 jours
- 1989 : 5e
- 1990 : 6e
- 1991 :  Vainqueur du classement général, vainqueur des 15e, 17e et 20e (contre-la-montre) étapes,  maillot rose pendant 20 jours
- 1992 : 3e, vainqueur de la 19e étape
- 1993 : 19e
- 1994 : 46e